# Proctodaeum
Das Proctodaeum (von griech. proktos = „After, Steiß, Hintern, auch Mastdarm“ und hodaios = „Weg-“) ist ein Darmabschnitt der Gliederfüßer, der den Enddarmabschnitt und den After umfasst. Er ist aufgrund seines ektodermalen Ursprungs ebenso wie das Stomodaeum mit einer Cuticula aus Chitin ausgekleidet und wird bei der Häutung entsprechend ebenfalls gehäutet.
Bei den meisten Gliederfüßern bildet das Proctodaeum nur ein kurzes, muskulöses Darmendstück und den After. Bei den Insekten liegen die stark durchbluteten Rektalpapillen im Proctodaeum, sie dienen der Rückresorption des Wassers aus dem Darminhalt. Bei einigen Krebstieren, vor allem Arten der Asseln (Isopoda), Scherenasseln (Tanaidacea) und Cumacea ist das Proctodaeum stark verlängert und reicht fast bis zum Stomadaeum, während der Mitteldarm in die Mitteldarmdrüsen verlagert ist.